# Прогресс МС-04
Прогресс МС-04 (№ 434, по классификации НАСА Progress 65 или 65P) — космический грузовой корабль серии «Прогресс», который госкорпорация «Роскосмос» запустила для доставки грузов к Международной космической станции (МКС). Корабль потерпел аварию на высоте 190 километров над безлюдной гористой местностью в республике Тыва.

## Запуск и авария
Космический грузовик «Прогресс МС-04» был запущен 1 декабря 2016 года с космодрома Байконур с помощью ракеты-носителя «Союз-У».
Телеметрия пропала на 382-й секунде полёта, наиболее вероятна авария на этапе работы 3-й ступени. Штатные средства контроля не обнаружили корабль на расчётной орбите. Потеря связи с ракетой-носителем произошла на высоте около 190 км над безлюдной гористой территорией республики Тыва; телеметрия с корабля принималась ещё несколько минут, пока корабль не разрушился. Так как ракета-носитель не набрала достаточную скорость, корабль «Прогресс МС-04» не смог выйти на расчётную орбиту и разрушился при вхождении в плотные слои атмосферы. При этом большинство его обломков сгорело, не долетев до земли. По информации Центра управления полётами корабль не смог выйти на орбиту из-за аварийного отключения двигателя третьей ступени ракеты-носителя «Союз-У». Позже, в тот же день, ЦУП заявил, что информация о причинах крушения преждевременна и появилась на сайте ЦУПа по ошибке, а официальный отчёт о результатах работы комиссии будет объявлен не ранее 20 декабря 2016 года.
28—29 декабря было распространено заявление генерального директора РКК «Энергия» В. Солнцева о том, что из-за крайне сложного характера аварии к расследованию её причин привлечены специалисты НАСА, что в практике подобных работ является беспрецедентным случаем.
11 января 2017 года «Роскосмос» заявил, что «Прогресс МС-04» потерпел аварию из-за вскрытия бака «О» третьей ступени ракеты-носителя «Союз-У».

## Груз
Космический грузовой корабль «Прогресс МС-04» должен был доставить на МКС 2442 кг груза и оборудования, в том числе посылки экипажу, продовольствие — свежие яблоки, грейпфруты, апельсины, приправы (аджика, горчица, лечо, кетчуп и хрен), 710 кг топлива, 52 кг кислорода и воздуха, 420 кг воды, оранжерею «Лада-2» для выращивания сладкого перца, пшеницы и салата, первый экземпляр скафандра нового поколения «Орлан-МКС» № 3 (№ 0930003), систему регенерации воды и урины «СРВ-У-РС» для установки в российском модуле «Рассвет» (эксперимент «Сепарация»), а также оборудование эксперимента «Пробиовит» для приготовления кисломолочных продуктов на борту МКС.
Космический грузовой корабль «Прогресс МС-04» был застрахован в ООО СК «ВТБ Страхование» на сумму около 2,5 млрд рублей.